# Gas-Torus

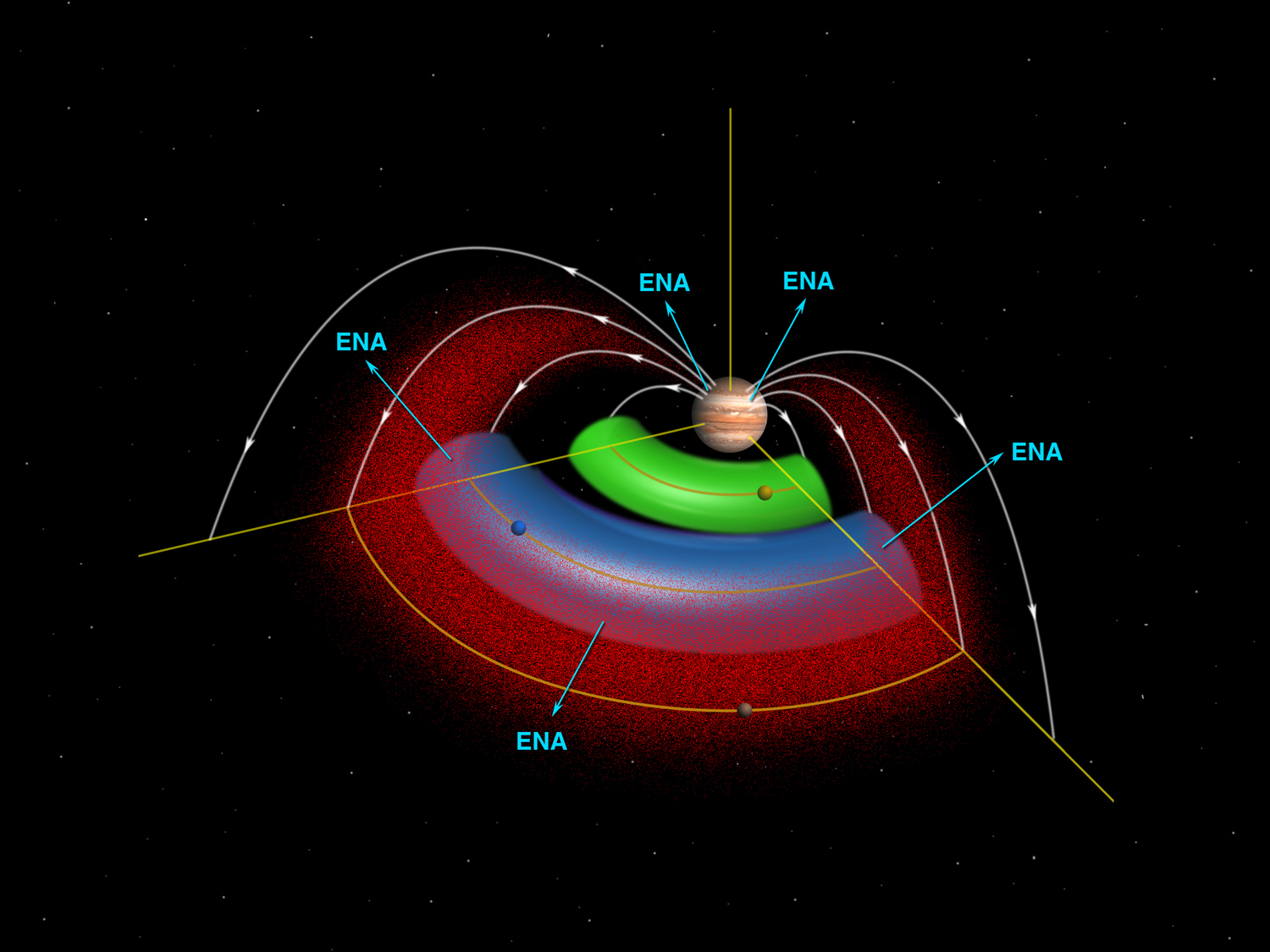
Jupiters von Io (grün) und Europa (blau) erzeugten Gas-Tori.

Ein Gas-Torus ist eine toroidale Wolke aus Gas oder Plasma, die einen Planeten umgibt. Im Sonnensystem werden Gas-Tori meist durch die Wechselwirkung der Atmosphäre eines Satelliten mit dem Magnetfeld eines Planeten erzeugt. Das bekannteste Beispiel dafür ist der Io-Plasmatorus, der durch die Ionisierung von etwa 1 Tonne Sauerstoff und Schwefel pro Sekunde aus der dünnen Atmosphäre des Jupitermondes Io entsteht. Bevor diese Teilchen, hauptsächlich Schwefel- und Sauerstoffatome ionisiert werden, sind sie Teil eines neutralen Torus, der ebenfalls auf der Umlaufbahn von Io zentriert ist. Energetische Teilchenbeobachtungen legen auch das Vorhandensein eines neutralen Torus um die Umlaufbahn des Jupitermondes Europa nahe, obwohl ein solcher Torus mit den äußeren Teilen eines Io-Torus verschmolzen wäre.
Andere Beispiele sind der weitgehend neutrale Torus aus Sauerstoff und Wasserstoff, der vom Saturnmond Enceladus erzeugt wird. Die Tori von Enceladus und Io unterscheiden sich dadurch, dass die Teilchen im Io-Torus überwiegend ionisiert sind, während im Enceladus-Torus die neutrale Dichte viel größer ist als die Ionendichte.
Nach Begegnungen der Raumsonde Voyager 1 des Voyager-Programms im Jahr 1980 wurde die Möglichkeit eines Torus aus Stickstoff vorgeschlagen, der vom Saturnmond Titan erzeugt wird. Spätere Beobachtungen durch die Raumsonde Cassini zeigten keine eindeutigen Hinweise auf einen solchen Torus. Während neutraler Stickstoff nicht gemessen werden konnte, handelte es sich bei den Ionen in der Nähe der Umlaufbahn von Titan hauptsächlich um Wasserstoff- oder Wassergruppen (O+, OH+, H2O+ und H3O+) aus dem Torus von Enceladus. Es wurden Spuren von Stickstoff-Ionen nachgewiesen, aber in Mengen, die mit einer Enceladus-Quelle übereinstimmen.

## Fiktion
Ein fiktiver Gas-Torus ist der Schauplatz von Larry Nivens Romanen The Integral Trees und The Smoke Ring, in denen ein Gasriese im Orbit um einen Neutronenstern einen Gas-Torus mit ausreichender Dichte und freiem Sauerstoff erzeugt, um Leben (einschließlich Menschen) zu ermöglichen.